# Andrzej Bętkowski

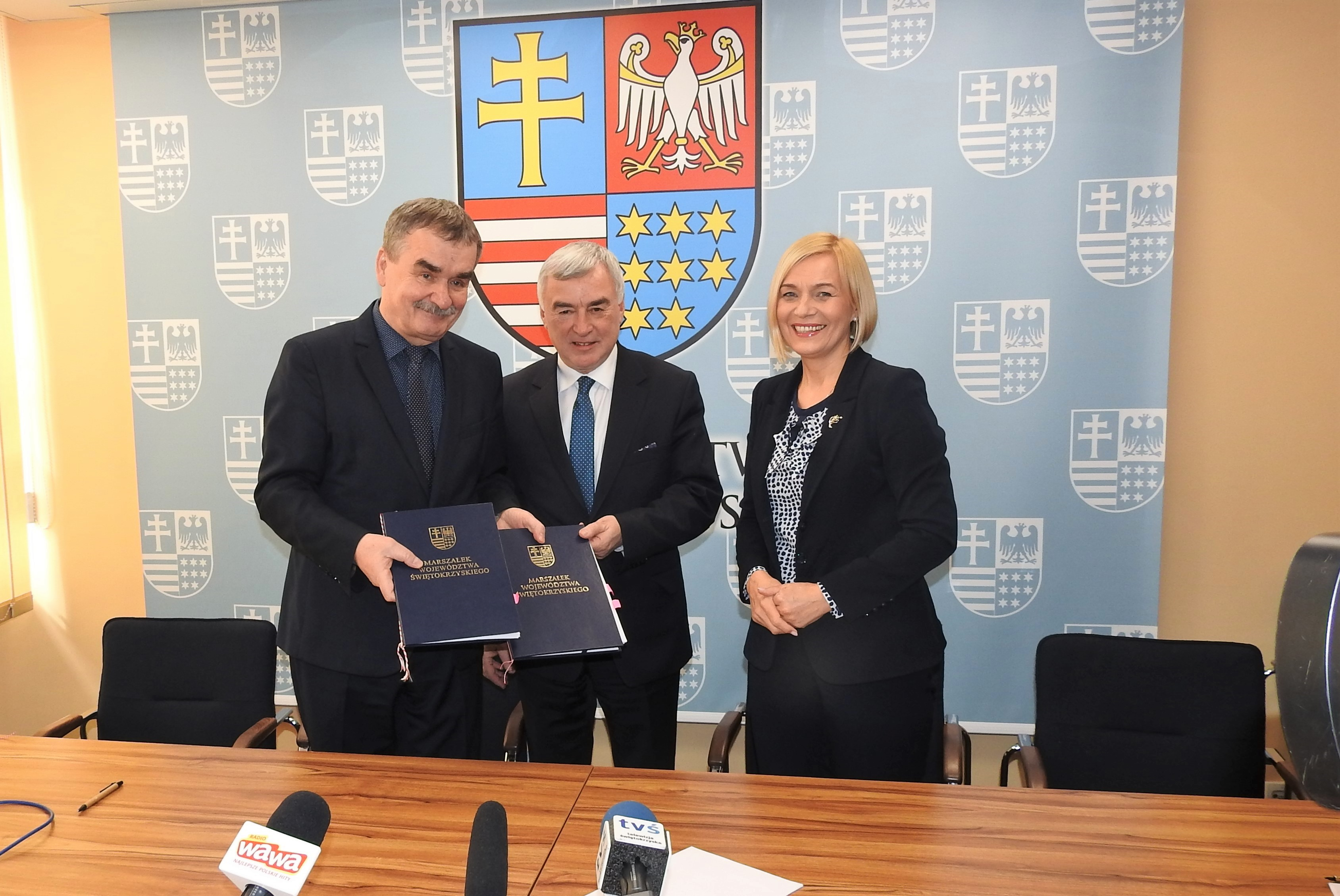
Wojciech Lubawski, Andrzej Bętkowski i Renata Janik (2019)

Andrzej Krzysztof Bętkowski (ur. 28 grudnia 1951 w Skarżysku-Kamiennej) – polski polityk, nauczyciel i samorządowiec. Poseł na Sejm VI i VII kadencji, w latach 2015–2018 wicewojewoda świętokrzyski, w latach 2018–2024 marszałek województwa świętokrzyskiego, przewodniczący Sejmiku Województwa Świętokrzyskiego VII kadencji.

## Życiorys
Syn Bolesława i Marianny. Ukończył studia w Akademii Wychowania Fizycznego w Krakowie z tytułem zawodowym magistra wychowania fizycznego. Odbył podyplomowe studia w Instytucie Nauk Prawnych PAN w Warszawie (prawno-samorządowe) oraz w AWF w Poznaniu (organizacja i zarządzanie sportem). Został porucznikiem rezerwy (Szkoła Oficerów Rezerwy we Wrocławiu).
Od 1975 był nauczycielem wychowania fizycznego i trenerem lekkoatletyki. W 1990 rozpoczął prowadzenie własnej działalności gospodarczej. W 2000 przystąpił do Stowarzyszenia „Wspólnota Polska”. Został też działaczem ochotniczej straży pożarnej.
Od 1998 do 1999 (z ramienia Akcji Wyborczej Solidarność) i od 2006 do 2007 (z ramienia Prawa i Sprawiedliwości, do którego wstąpił w 2003) zasiadał w Sejmiku Województwa Świętokrzyskiego. Od 1999 do 2002 zajmował stanowisko starosty powiatu skarżyskiego. W latach 2002–2006 był radnym tego powiatu, jako przewodniczący klubu radnych „Porozumienie Prawicy”. Przystąpił do katolickiej organizacji Rycerze Kolumba, działającej w Polsce od 2006.
W wyborach parlamentarnych w 2007 z ramienia PiS uzyskał mandat poselski, otrzymując w okręgu kieleckim 3112 głosów. W wyborach w 2011 z powodzeniem ubiegał się o reelekcję, dostał 4591 głosów. W 2015 nie został wybrany na kolejną kadencję. 21 grudnia tego samego roku mianowany wicewojewodą świętokrzyskim.
22 listopada 2018 został wybrany na marszałka województwa świętokrzyskiego w miejsce Adama Jarubasa. W 2024 ponownie uzyskał mandat radnego sejmiku. 6 maja 2024 powołany na przewodniczącego tego gremium, kończąc w tym samym dniu sprawowanie urzędu marszałka.

## Odznaczenia
W 2019 odznaczony przez prezydenta Andrzeja Dudę Krzyżem Oficerskim Orderu Odrodzenia Polski. W 2021 otrzymał Krzyż XXX-lecia Ordynariatu Polowego oraz Brązowy Medal za Zasługi dla Policji. W 2023 został odznaczony Krzyżem Świętego Floriana.